# サンタ・クリスティーナ・ジェーラ
サンタ・クリスティーナ・ジェーラ（イタリア語: Santa Cristina Gela, アルバニア語: Sëndahstina）は、イタリア共和国シチリア自治州パレルモ県にある、人口約1,000人の基礎自治体（コムーネ）。
アルバレシュ人と呼ばれるアルバニア系住民のコミュニティがある。

## 地理

### 位置・広がり
パレルモ県北西部のコムーネ。県都パレルモから南南西へ15kmの距離にある。

#### 隣接コムーネ
隣接するコムーネは以下の通り。
- アルトフォンテ
- ベルモンテ・メッツァーニョ
- マリネーオ
- ミジルメーリ
- モンレアーレ
- ピアーナ・デッリ・アルバネージ

## 社会
隣接するピアーナ・デッリ・アルバネージや、県南西部のコンテッサ・エンテッリーナとともに、アルバレシュ人と呼ばれるアルバニア系住民のコミュニティがある。